# Pierre Guffroy
Pierre Jacques Guffroy (Parigi, 22 aprile 1926 – Chalon-sur-Saône, 26 settembre 2010) è stato uno scenografo francese.
Ha lavorato più volte con René Clément, Luis Buñuel  e Roman Polański.
Ha vinto un Premio Oscar per Tess (1979) e tre Premi César per Che la festa cominci... (1975), Pirati (1986) e Valmont (1989).

## Filmografia

### Scenografia

#### Cinema
- Orfeo negro (Orfeu Negro), regia di Marcel Camus (1959)
- Il testamento di Orfeo (Le testament d'Orphée, ou ne me demandez pas pourquoi!), regia di Jean Cocteau (1960)
- Un gosse de la butte, regia di Maurice Delbez (1964)
- La belva di Düsseldorf (Le vampire de Düsseldorf), regia di Robert Hossein (1965)
- Agente Lemmy Caution: missione Alphaville (Alphaville, une étrange aventure de Lemmy Caution), regia di Jean-Luc Godard (1965) (non accreditato)
- La corde au cou, regia di Joseph Lisbona (1965)
- Il bandito delle 11 (Pierrot le fou), regia di Jean-Luc Godard (1965) (non accreditato)
- L'affare Goshenko (L'Espion), regia di Raoul Lévy (1966)
- Mouchette - Tutta la vita in una notte (Mouchette), regia di Robert Bresson (1967)
- La sposa in nero (La Mariée était en noir), regia di François Truffaut (1968)
- Quella carogna di Frank Mitraglia (À tout casser), regia di John Berry (1968)
- L'ascenseur, regia di Pierre Lary (1968) - cortometraggio
- La via lattea (La Voie lactée), regia di Luis Buñuel (1969)
- L'invitata, regia di Vittorio De Seta (1969)
- L'uomo venuto dalla pioggia (Le Passager de la pluie), regia di René Clément (1970)
- Le bal du comte d'Orgel, regia di Marc Allégret (1970)
- Un elmetto pieno di... fifa (Le Mur de l'Atlantique), regia di Marcel Camus (1970)
- Il commissario Pelissier (Max et les ferrailleurs), regia di Claude Sautet (1971)
- Bof... Anatomie d'un livreur, regia di Claude Faraldo (1971)
- Il fascino discreto della borghesia (Le Charme discret de la bourgeoisie), regia di Luis Buñuel (1972)
- È simpatico, ma gli romperei il muso (César et Rosalie), regia di Claude Sautet (1972)
- La mia legge (Les Granges brûlées), regia di Jean Chapot (1973)
- L'arrivista (La Race des 'seigneurs'), regia di Pierre Granier-Deferre (1974)
- Il fantasma della libertà (Le Fantôme de la liberté), regia di Luis Buñuel (1974)
- Lo schiaffo (La Gifle), regia di Claude Pinoteau (1974)
- Che la festa cominci... (Que la fête commence...), regia di Bertrand Tavernier (1975)
- L'inquilino del terzo piano (Le Locataire), regia di Roman Polanski (1976)
- Mado, regia di Claude Sautet (1976)
- Quell'oscuro oggetto del desiderio (Cet obscur objet du désir), regia di Luis Buñuel (1977)
- Tess, regia di Roman Polański (1979)
- Vi amo (Je vous aime), regia di Claude Berri (1980)
- Jamais avant le mariage, regia di Daniel Ceccaldi (1982)
- L'Argent, regia di Robert Bresson (1983)
- Hanna K., regia di Costa-Gavras (1983)
- Pirati (Pirates), regia di Roman Polański (1986)
- Max amore mio (Max mon amour), regia di Nagisa Ōshima (1986)
- Compagni miei atto I (Twist again à Moscou), regia di Jean-Marie Poiré (1986)
- L'insostenibile leggerezza dell'essere (The Unbearable Lightness of Being), regia di Philip Kaufman (1988)
- Frantic, regia di Roman Polański (1988)
- Valmont, regia di Miloš Forman (1989)
- Mayrig, regia di Henri Verneuil (1991)
- Quella strada chiamata paradiso (588 rue Paradis), regia di Henri Verneuil (1992)
- Giorgino, regia di Laurent Boutonnat (1994)
- La morte e la fanciulla (Death and the Maiden), regia di Roman Polański (1994)
- Portraits chinois, regia di Martine Dugowson (1996)
- Pop Corn, regia di Yannick Rolandeau (1998) - cortometraggio

#### Televisione
- Histoires d'hommes - serie TV (1965)
- Mayrig – serie TV, episodi 1x01-1x02 (1993)